# Angela Gheorghiu
Pour les articles homonymes, voir Gheorghiu.
Angela Gheorghiu, née Burlacu (en roumain : anˈd͡ʒela ɡe̯orˈɡi.u ) le 7 septembre 1965 à Adjud, Roumanie,,, est une soprano roumaine. Depuis ses débuts professionnels en 1990, elle a chanté les principaux rôles pour soprano sur les scènes du Royal Opera House de Covent Garden, du Wiener Staatsoper, de la Scala pour ne citer que celles-ci. Sa discographie substantielle est principalement éditée par EMI Classics et Decca. 

## Biographie
Angela Gheorghiu chante des airs d'opéra très jeune avec sa sœur Elena Dan et, dès l'âge de 14 ans, étudie le chant à l'université nationale de musique de Bucarest sous la direction de Mia Barbu. L'obtention de son diplôme en 1990 succédant de peu au changement brutal de régime ayant occasionné fin décembre 1989 la chute et l'exécution du dictateur communiste Nicolae Ceaușescu, lui permet d'accéder à une carrière internationale. Sa carrière professionnelle débute à l'Opéra national roumain de Cluj-Napoca dans le rôle de Mimi (La Bohème) en 1990. Elle remporte le concours international Belvedère la même année.
Après avoir divorcé de son premier mari dont elle conserve le nom de famille, Gheorghiu, Angela épouse le ténor Roberto Alagna en 1996 avec lequel elle chante fréquemment sur scène et en studio. Elle est élue 74e plus belle femme du monde par le magazine FHM,.

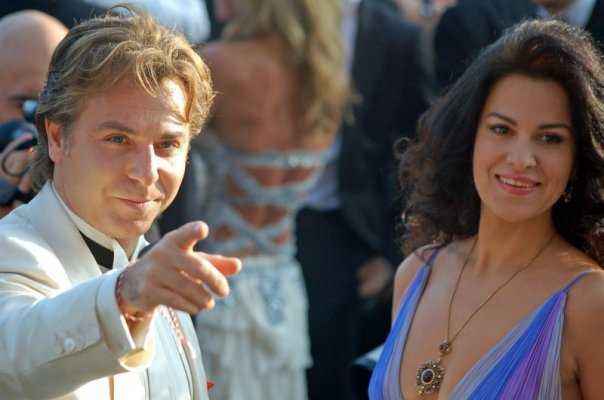
Roberto Alagna et Angela Gheorghiu au festival de Cannes 2006.

En octobre 2009, Alagna annonce leur séparation dans les colonnes du journal Le Figaro. Gheorghiu confirme l'information sur son site web où elle affirme que le couple n'entretient plus de relation depuis deux ans. Leur séparation amène Gheorghiu à décliner l'offre qui lui est faite en décembre 2009 par le Metropolitan Opera de chanter Carmen en compagnie d'Alagna. Leur divorce est prononcé en décembre 2009. Néanmoins, lors d'un entretien avec le Daily Express au mois de mars 2011, elle dit qu'Alagna et elle sont à nouveau ensemble mais qu'ils souhaitent chanter séparément pendant quelque temps et qu'ils envisagent de se retirer tous deux de la scène et avoir leurs propres enfants,,. De fait, on a pu les voir ensemble en mars 2011 dans l'arrière-scène du Royal Opera House de Londres où Alagna interprète Aida. Ils se séparent définitivement en 2013.

## Carrière
Gheorghiu débute sur les scènes internationales en 1992 au Royal Opera House dans le rôle de Zerlina (Don Giovanni). Elle est ensuite l'Adina de L'elisir d'amore au Wiener Staatsoper et interprète Mimi au Metropolitan Opera. Elle est auditionnée par le chef d'orchestre Sir Georg Solti en 1994 pour une nouvelle production de La traviata au Royal Opera House. Sa première Traviata lui confère un statut international.
Gheorghiu oriente alors son répertoire sur différents rôles : Violetta, Mimi, Magda, Adina et Juliette.
En décembre 2000, elle interprète le rôle-titre dans l'adaptation cinématographique de Tosca, sous la direction de Benoît Jacquot, et aux côtés de Roberto Alagna et Ruggero Raimondi. Le film reçoit un accueil chaleureux tant de la part du public que de la critique. La revue américaine Opera News écrit : « Elle est l'une des Tosca la plus sensuelle qu'il soit possible d'imaginer... La passion et la beauté d'Angela Gheorghiu sont idéales pour Tosca,. » Gheorghiu est présente pour la projection du film au festival du film de Venise en 2001. Elle interprète la Juliette du film Roméo et Juliette, en 2002, aux côtés de Roberto Alagna et Tito Beltrán.
En 2003, elle débute dans le rôle de Nedda (Paillasse) et dans celui de Marguerite de la Damnation de Faust. Soprano au registre étendu et à la voix sombre, Gheorghiu est également apte à chanter des rôles spinto. Elle a enregistré Tosca et Leonora du Trouvère pour EMI. En 2006 elle chante Tosca au Royal Opera House de Covent Garden. 
Angela Gheorghiu prend part à de nombreux concerts, chantant en soliste ou avec ses collègues. La réouverture du Royal Opera House de Covent Garden (1999) et du Teatro Malibran de Venise comptent parmi ses plus importantes prestations de même que celle pour l'ouverture de l'opéra de Valence en présence de la reine Sophie d'Espagne en 2005. En 2002, elle chante au Prom at the Palace pour le jubilé de la reine Élisabeth II. Elle se produit au gala qui marque le jubilé de la reine Béatrix à Amsterdam en 2005 ainsi qu'au concert du Nouvel An au palais Garnier (2006), au Met Summer Concert de Prospect Park (2008), au concert donné à la mémoire de Luciano Pavarotti à Petra (2008). Elle est invitée en 2009 aux 32e Kennedy Center Honors tenus à Washington pour honorer Grace Bumbry. Elle interprète l'air Vissi d'arte de Tosca (Puccini) en présence de Barack Obama.
Gheorghiu endosse pour la première fois le rôle d'Adriana dans Adriana Lecouvreur, de Francesco Cilèa, une nouvelle production du Royal Opera House en novembre 2010. The Observer écrit à ce propos : « Il est difficile d'imaginer mieux qu'Angela Gheorghiu dans cette partition. Sa voix, légère comme une plume, crémeuse mais pourtant au cœur d'acier, correspond à la façon coulée avec laquelle elle se déplace sur la scène. Elle est une actrice naturelle qui réalise une scène de la mort bouleversante et crédible et signe une aria “Poveri fiori” tout simplement inoubliable,. »
The Telegraph écrit de son côté : 

« [L'opéra] Adriana est connu pour être [un opéra] beau et facile à chanter destiné à des prima donnas âgées ou faiblardes (pas de notes hautes, un orchestre discret). Gheorghiu, à l'apogée de ses possibilités vocales, aurait dû le trouver facile. Sa première aria fut enlevée et nerveuse et elle esquiva la fin de la seconde. Par ailleurs, elle chanta exquisément les duos et déclamations,. »

### Gheorghiu et les grandes scènes mondiales
Gheorghiu a parfois des relations difficiles avec la direction des salles. Certaines ont mis fin à leur collaboration en raison de conflits avec les directeurs des établissements concernés qui, ainsi qu'elle l'explique dans un entretien avec ABC, « voulaient exprimer leur vision personnelle en oubliant les personnages. Parfois, ce qui était présent dans le scénario allait à l'encontre de l'histoire et de la musique. » Elle attribue son franc-parler au fait qu'elle a grandi en Roumanie sous le régime totalitaire de Nicolae Ceaușescu : 

« Parce que j'ai grandi dans un pays où toute opinion personnelle était impossible, cela m'a rendue plus forte. Beaucoup de chanteurs sont effrayés à l'idée de ne pas être réinvités par une salle d'opéra s'ils parlent franchement. J'ai cependant le courage d'être, en quelque sorte, une révolutionnaire. Je veux me battre pour l'opéra, afin qu'il soit pris au sérieux. La musique pop s'adresse au corps, mais l'opéra s'adresse à l'âme. »

Elle a eu des relations orageuses avec Joseph Volpe directeur du Metropolitan Opera où elle débute dans le rôle de Mimi (La Bohème, Giacomo Puccini) en 1993. En 1996, Gheorghiu interprète la Micaela d'une nouvelle production de Carmen dans lequel elle donne la réplique à Waltraud Meier et Plácido Domingo. Cette production de Franco Zeffirelli exige de Micaela qu'elle porte une perruque blonde, ce qui déplaît profondément à Gheorghiu. Lors de la tournée du MET au Japon en 1997, elle refuse de l'arborer. Ce à quoi Volpe lui assène : « La perruque sera, que vous le vouliez ou non » et, sur ces paroles, la remplace par sa doublure,.
Elle fait une réapparition au MET en 1998 pour six représentations de Roméo et Juliette en compagnie de son mari Roberto Alagna dans le rôle de Roméo. Volpe programme Gheorghiu pour interpréter Violetta Valéry dans une nouvelle production de La Traviata mise en scène par Franco Zeffirelli dont la première doit avoir lieu en novembre 1998. Alagna doit chanter le rôle d'Alfredo Germont, amant de Violetta. D'après Volpe, Gheorghiu et Alagna argumentant certains détails de la production avec l'équipe et la direction de la salle, repoussent sans cesse la signature du contrat. Ils finissent par le faire et faxent le document au MET une journée après l'expiration de la date pour l'envoyer. Volpe refuse de l'accepter si bien que la production ouvre avec Patricia Racette et Marcelo Álvarez dans le rôle des amants.
Au mois de septembre 2007, William Mason, directeur général du Lyric Opera of Chicago, écarte Gheorghiu de sa production de La Bohème pour absence de répétition, non-essayage des costumes et, plus généralement, conduite « non professionnelle ». Celle-ci déclare dans un communiqué qu'elle avait sauté quelques répétitions pour passer du temps auprès de son mari qui chante Roméo et Juliette au MET et qu'elle-même répète pour Madame Butterfly de Puccini. Elle rajoute : « J'ai déjà chanté La Bohème une centaine de fois. Ainsi, le fait de sauter quelques répétitions n'est pas une tragédie. Il m'était impossible de me prêter à des essayages alors que je me trouvais à New York,. »

Six semaines plus tard, elle fait ses débuts au San Francisco Opera dans le personnage de Magda (La Rondine) qui reçoit un avis enthousiaste de la critique,. Cette production est directement issue de celle du Royal Opera House de Londres dont la première a eu lieu le 7 mai 2002 avec Gheorghiu (Magda) et Alagna (Ruggero). C'est celle que la cantatrice admire le plus : 

« Lorsque le rideau se lève sur La Rondine au Covent Garden, les spectateurs, le souffle coupé, applaudissent. Ils veulent du rêve. Si les directeurs d'opéras veulent faire quelque chose de nouveau, pourquoi ne serait-ce pas quelque chose de magnifique, ? »

Malgré ces problèmes, Gheorghiu et Alagna retournent au MET pour cinq représentations de L'elisir d'amore en 1999 et quatre représentations de Faust en 2003. Gheorghiu endosse le personnage de Liù (Turandot, Giacomo Puccini) en 2000, celui de Violetta (La Traviata, Giuseppe Verdi), celui d'Amelia de Simon Boccanegra (Giuseppe Verdi) en 2007. Elle apparaît en Mimi (La Bohème) en 2008 et en Magda dans la production de La Rondine au cours de la saison 2008/2009 du MET dont c'est la première reprise depuis 1936. En remplacement du rôle de Marie-Antoinette dans l'opéra Fantômes du Trianon (rarement à l'affiche) de John Corigliano abandonné en raison de la récession, elle reprendra celui de Violetta pour la saison 2009/2010 du MET.
Le 31 décembre 2008, Angela Gheorghiu est l'interprète de la première d'une nouvelle production de La Rondine au MET. La dernière représentation dans cette salle remonte à 70 ans. Elle est en compagnie de Roberto Alagna, Marius Brenciu, Lisette Oropesa et Samuel Ramey. Elle reçoit quelques commentaires favorables pour son interprétation de Magda dont celui du Epoch Times : « Gheorghiu incarne le rôle, aussi bien en tant qu'actrice que comme cantatrice, avec son charisme naturel. » L'opinion du New York Times est plus mitigée : « Vocalement, les deux rôles principaux sont quelque peu décevants. Le chant de Mme Gheorghiu, en tant que Magda, est brillant avec de magnifiques couleurs mates dans l'extrême aigu de son registre. Mais la richesse terreuse de son medium se voile parfois et ses basses manquent curieusement de fermeté. »

### Annulations au MET et ailleurs
En août 2009, Gheorghiu annule toutes ses représentations de Carmen au MET pour des « raisons personnelles ». Ce devait être sa première interprétation du rôle titre habituellement chanté par une mezzo-soprano. Elle annule également toutes ses apparitions au MET pour les derniers mois de 2010 ainsi que sa prestation dans Roméo et Juliette de Gounod prévue au mois de mars 2011 en prétextant une maladie puis, quelques jours plus tard, sa présence dans Faust prévu pour la saison 2011/2012 du MET. D'après son imprésario, elle « ne sentait pas à l'aise dans le rôle [de Marguerite]. »
Peter Gelb, directeur du MET, dit que les suppressions fréquentes du calendrier de la cantatrice « devenaient un problème croissant pour [le MET] » ajoutant cependant que tout était prêt pour le retour de Georghiu sur la scène du MET. Il note également que « cela n'avait rien à voir avec les perruques,. »
Elle a aussi annulé deux fois le récital qu'elle devait donner à Paris, à la salle Pleyel, pendant la saison 2011-2012.

## Récompenses et distinctions honorifiques
Gheorghiu a enregistré de nombreux récitals sous forme d'albums ainsi que nombre d'opéras. Elle est également apparue dans de nombreuses émissions de télévision et concerts. L'enregistrement par EMI de la Manon de Jules Massenet avec Angela Gheorghiu dans le rôle-titre remporte le Gramophone Award 2001 du Best Opera Recording (« Meilleur enregistrement d'un opéra ») et a été nommé pour le Best Opera Recording lors des Grammy Awards 2002,. L'enregistrement par EMI de Tosca (Puccini) avec Roberto Alagna et Ruggero Raimondi dans les principaux rôles lui vaut le prix de la critique allemande du disque (de) en 2002). Elle est également honorée du Diapason d'or et du Choc du Monde de la Musique en France, du prix Caecilia en Belgique, de l'Echo Awards, du prix Musica e dischi italien, du Foreign Lyric Production Award (« prix de la Meilleure Production Lyrique Étrangère ») au Royaume-Uni et du USA Critics’ Award.
Gheorghiu remporte le titre d'« Artiste de l'Année » aux Classical Brit Awards en 2001 et 2010. Elle reçoit la Médaille de Vermeil de la Ville de Paris et est nommée chevalier dans l’ordre des Arts et des Lettres par le ministère de la Culture français. En 2010, elle est élevée au rang de docteur honoris causa par l'Université des Arts de Iasi (Roumanie) et reçoit la plus haute distinction de l'État roumain, l'« Étoile de Roumanie », des mains du Président de ce pays.

## Répertoire
- Giuseppe Verdi
  - Il trovatore (Leonora)
  - La traviata (Violetta)
  - Simon Boccanegra (Amelia)
- Giacomo Puccini
  - La Bohème (Mimi)
  - Madame Butterfly (Cio-Cio-San)
  - Il tabarro (Giorgetta)
  - Suor Angelica (Angelica)
  - Gianni Schicchi (Lauretta)
  - La rondine (Magda)
  - Tosca (Tosca)
  - Turandot (Liu)
- Jules Massenet
  - Manon (Manon)
- Pietro Mascagni
  - L'amico Fritz (Suzel)
- Francesco Cilea
  - Adriana Lecouvreur (Adriana)
- Gaetano Donizetti
  - L'elisir d'amore (Adina)
- Charles Gounod
  - Roméo et Juliette (Juliette)
  - Faust (Marguerite)

## Enregistrements

### Audio
| Année de parution | Titre de l'œuvre                                                                         | Producteur          | Numéro d'identification Type de support |
| ----------------- | ---------------------------------------------------------------------------------------- | ------------------- | --------------------------------------- |
| 1994              | La traviata (Verdi)                                                                      | Decca               | 000289 448 1192 6 CD                    |
| 1995              | The Puccini Experience                                                                   | RCA                 | B0000024FD CD                           |
| 1996              | L'elisir d'amore (Donizetti)                                                             | Decca               | 000289 478 2491 6 CD                    |
| 1996              | Arias                                                                                    | Decca               | 000289 452 4172 2 CD                    |
| 1996              | Carmen (Bizet)                                                                           | Teldec              | B000000S8P CD                           |
| 1996              | Roberto Alagna & Angela Gheorghiu – Duets and Arias                                      | EMI                 | 0724355611727 CD                        |
| 1998              | Roméo et Juliette (Gounod)                                                               | EMI                 | 0094635862423 CD                        |
| 1998              | My World                                                                                 | Decca               | 458 3602 CD                             |
| 1998              | Angela Gheorghiu & Roberto Alagna – Verdi per due                                        | EMI                 | 0724355665621 CD                        |
| 1999              | La Bohème (Puccini)                                                                      | Decca               | 000289 466 0702 2 CD                    |
| 1999              | Il trittico (Puccini)                                                                    | EMI                 | 0724355658722 CD                        |
| 1999              | Werther (Massenet)                                                                       | EMI                 | 0724355682024 CD                        |
| 2000              | Verdi Heroines                                                                           | Decca               | 000289 466 9522 7 CD                    |
| 2000              | Manon (Massenet)                                                                         | EMI                 | 0724355700520 CD                        |
| 2001              | Messa da Requiem (Verdi)                                                                 | EMI                 | 0724355716828 CD                        |
| 2001              | Casta Diva                                                                               | EMI                 | 0724355716323 CD                        |
| 2001              | Mysterium – Sacred Arias                                                                 | Decca               | 000289 466 1022 0 CD                    |
| 2001              | Tosca (Puccini)                                                                          | EMI                 | 0724355717320 CD                        |
| 2002              | Angela Gheorghiu: Live From Covent Garden                                                | EMI                 | 0724355726421 CD                        |
| 2002              | Il trovatore (Verdi)                                                                     | EMI                 | 0724355736024 CD                        |
| 2003              | Carmen (Bizet)                                                                           | EMI                 | 0094635243529 CD                        |
| 2004              | The Essential Angela Gheorghiu                                                           | Decca               | 473 3202 2 CD                           |
| 2004              | Diva                                                                                     | EMI                 | 0724355770622 CD                        |
| 2004              | Last Night at the Proms                                                                  | Warner Classics     | B0002CPEPM CD                           |
| 2005              | 25 Jaar Koningin Beatrix                                                                 | EMI                 | 072455806925 CD                         |
| 2005              | Puccini Opera Arias                                                                      | EMI                 | 0094633235526 CD                        |
| 2007              | Live à La Scala                                                                          | EMI                 | 094639442027 CD                         |
| 2008              | Marius et Fanny                                                                          | Larghetto           | CD                                      |
| 2008              | Angela & Roberto Forever                                                                 | EMI                 | 5099921459924 CD                        |
| 2008              | My Puccini                                                                               | EMI                 | 2174412 CD                              |
| 2009              | Madame Butterfly (Puccini)                                                               | EMI                 | 5099926418728 CD                        |
| 2009              | L'amico Fritz (Mascagni)                                                                 | Deutsche Grammophon | 00289 477 8367 CD                       |
| 2010              | Classical Legends – In Their Own Words                                                   | EMI                 | CD                                      |
| 2010              | Best of Angela Gheorghiu – Diva                                                          | EMI Japan           | CD + DVD                                |
| 2010              | Les Stars du Classique                                                                   | EMI UK/Zoom         | 5099990582325 CD                        |
| 2010              | Roméo et Juliette (Gounod)                                                               | EMI Classics        | 5099964070025 CD                        |
| 2010              | La rondine (Puccini)                                                                     | EMI Classics        | 509996407482 CD                         |
| 2010              | Classical 2011: Angela Gheorghiu, Plácido Domingo, Anna Netrebko, Luciano Pavarotti etc. | EMI                 | B00485A7LA CD                           |
| 2011              | Fedora (Giordano)                                                                        | Deutsche Grammophon | 000289 477 8367 1 CD                    |
| 2011              | Hommage à Maria Callas                                                                   | EMI                 | 50999 6 31509 2 6 1 CD                  |
| 2012              | Habanera EP avec Maria Callas (Record Store Day UK exclusive 2012)                       | EMI / HMV           | RSD2012 7" édition limitée sur vinyle   |
| 2013              | O, ce veste minunata! Colinde romanesti                                                  | MediaPro Music      | B00GUZJNHA CD                           |

### Vidéo
| Année de parution | Titre de l'œuvre                                                | Producteur                 | Numéro d'identification Type de support |
| ----------------- | --------------------------------------------------------------- | -------------------------- | --------------------------------------- |
| 1994              | La traviata (Verdi)                                             | Decca                      | DVD                                     |
| 1995              | Plácido Domingo: Live enregistré à Prague avec Angela Gheorghiu | Beckmann Visual Publishing | DVD                                     |
| 1996              | L'elisir d'amore (Donizetti)                                    | Decca                      | DVD                                     |
| 1996              | La rondine (Puccini)                                            | EMI                        | DVD                                     |
| 2001              | Classics on a Summer's Evening                                  | EMI                        | DVD                                     |
| 2001              | Messa da Requiem (Verdi)                                        | EMI                        | DVD                                     |
| 2001              | Tosca (Puccini)                                                 | EMI                        | DVD                                     |
| 2002              | Angela Gheorghiu: Live enregistré à Covent Garden               | EMI                        | DVD                                     |
| 2002              | Prom at the Palace                                              | Opus Arte                  | DVD                                     |
| 2003              | Roméo et Juliette (Gounod)                                      | Arthaus Musik              | DVD                                     |
| 2004              | Art of Angela Gheorghiu                                         | Decca                      | DVD x 2                                 |
| 2005              | 25 Jaar Koningin Beatrix                                        | EMI                        | DVD                                     |
| 2007              | La traviata (Verdi)                                             | Arthaus Musik              | DVD/Blu-ray                             |
| 2007              | La traviata (Verdi)                                             | Arthaus Musik              | DVD                                     |
| 2008              | Great Opera Arias: Concert avec Domingo, Alagna, Gheorghiu      | Kultur Video               | DVD                                     |
| 2008              | La bohème (Puccini)                                             | EMI                        | DVD                                     |
| 2009              | Waldbühne Concert – Nuit italienne                              | Kultur Video               | DVD                                     |
| 2009              | Tribute to Pavarotti – One Amazing Weekend in Petra             | Decca                      | DVD                                     |
| 2010              | Best of Angela Gheorghiu – Diva                                 | EMI Japan                  | DVD + CD                                |
| 2010              | La rondine (Puccini)                                            | EMI                        | DVD                                     |
| 2010              | Faust (Gounod)                                                  | EMI                        | DVD                                     |
| 2012              | Adriana Lecouvreur (Cilea)                                      | Decca                      | DVD/Blu-ray                             |
| 2012              | Tosca (Puccini), au Royal Opera House, avec Jonas Kaufmann      | EMI                        | DVD/Blu-ray                             |